# Пузур-Сумукан
Пузур-Самукан (букв. «Тайна Самукана») (шум. puzur4-dniraḫ Пузур-Нирах) — царь (лугаль) древнего семитского города Акшака (Древняя Месопотамия), правивший в XXV веке до н. э.
Преемник Зузу. В правление Пузур-Самукана в Кише утвердилась собственная династия, родоначальницей которой была царица Ку-Баба, на некоторое время захватившая гегемонию над Шумером. Хроника Уайднера, также известная как хроника Эсагилы, составленная несколькими столетиями позднее, объясняет это преступлениями Пузур-Нираха перед главным божеством Вавилона Мардуком.

«В царствование Пузур-Нираха, царя Акшака, рыбаки Эсагилы ловили рыбу для трапезы великого владыки Мардука; стражники царя отнимали рыб. Рыбак был на рыбалке, когда 7 (или 8) дней спустя [...] в доме Кубаба, трактирщица [...] они привели к Эсагиле. В это время [...] заново для Эсагилы [...] Кубаба дала хлеба рыбаку и дала ему воды, она предложила ему рыбы для Эсагилы. Мардук, владыка и князь Абзу, обратил внимание на неё и сказал: "Да будет так!" Он поручил Кубабе, трактирщице, суверенитет над всем миром».
Однако следует заметить, что в то время ни Вавилон, ни его бог Мардук не имели ровно никакого политического значения и хроника является явным анахронизмом, хотя и не лишённой некоторой исторической истины. 
Согласно «Шумерскому царскому списку», Пузур-Сумукан правил 20 лет.